# Mông Cổ xâm lược Đông Hạ
Mông Cổ xâm lược Đông Hạ là một trong các cuộc xâm lược của Đế quốc Mông Cổ vào đầu thế kỷ 13. Ban đầu, một cuộc xung đột nổ ra vào năm 1217 khi người sáng lập Đông Hạ, Bồ Tiên Vạn Nô, nổi dậy chống lại Đế quốc Mông Cổ. Tuy nhiên, ít lâu sau cuộc nổi dậy chấm dứt. Bồ Tiên Vạn Nô sau đó lại nổi dậy độc lập lần nữa vào năm 1222, đến năm 1233 Đại hãn Oa Khoát Đài sai con trai mình là Quý Do đem quân đi đánh. Đông Hạ sụp đổ và lãnh đạo nước này bị xử tử.

## Bối cảnh
Đông Hạ là một vương quốc được thành lập bởi lãnh chúa Bồ Tiên Vạn Nô vào năm 1215. Ông từng là một tướng lĩnh của nhà Kim trong cuộc chiến tranh của nó với Mông Cổ. Cuối năm 1214, quân đội của ông bị đánh bại bởi Đông Liêu, một chư hầu của người Mông Cổ. Kinh đô của nhà Kim, Trung Đô, bị Mộc Hoa Lê chiếm, và Vạn Nô đã sử dụng cơ hội để thiết lập một nhà nước ly khai, có kinh đô tại Liêu Dương. Sau khi bị người Mông Cổ đánh bại, ông đã gửi con trai mình làm con tin để cam kết lòng trung thành của mình với đế chế. Năm 1217, do sự uổng phí của việc thành lập một vương quốc ở vùng Liêu Ninh, ông đã chuyển đến vùng đông bắc Mãn Châu dọc biên giới với Triều Tiên.

## Cuộc xâm lược
Năm 1217, Vạn Nô đã cố gắng nổi dậy chống lại các đồng minh Mông Cổ của mình. Cuộc nổi dậy sớm kết thúc và Vạn Nô chấp nhận là chư hầu của Mông Cổ. Năm 1218, quân đội Đông Hạ đã cùng với những người Mông Cổ truy đuổi tàn quân của người Khiết Đan từ nhà Hậu Liêu đang xâm chiếm lãnh thổ Cao Ly. Cao Ly đã hỗ trợ và chấp nhận địa vị triều cống cho Đế quốc Mông Cổ và Đông Hạ. Trong thập kỷ tiếp theo, Vạn Nô đã tấn công Cao Ly nhiều lần. Tại một số thời điểm sau năm 1221, Vạn Nô đã ly khai khỏi Mông Cổ và năm 1232, Đế quốc Mông Cổ đã yêu cầu Cao Ly tấn công Đông Hạ. Năm 1233, trong cuộc chinh phạt Cao Ly để buộc họ thần phục, Oa Khoát Đài đã sai Quý Do đem quân tấn công Đông Hạ. Quân đội Mông Cổ nhanh chóng áp đảo Đông Hạ và Vạn Nô bị chặt đầu. Lãnh thổ bị chinh phục được trao cho người em út của Thành Cát Tư Hãn quá cố.
Nước Đông Hạ dưới góc độ là một quốc gia độc lập đã diệt vong, nhưng sau đó Mông Cổ vẫn bổ nhiệm các con cháu của Vạn Nô làm trấn thủ, trở thành vùng phiên thuộc. Sau khi Hốt Tất Liệt lập nên nhà Nguyên, đất cũ của Đông Hạ được tổ chức thành Liêu Dương hành tỉnh.

## Hậu quả
Người Mông Cổ đã hoàn thành việc chinh phục miền Bắc Trung Quốc sau khi tiêu diệt nhà Kim năm 1234. Năm sau đó, họ xâm lược Cao Ly và đe dọa nhà Tống. Cuộc xâm lược Trung Quốc của Mông Cổ chỉ hoàn thành khi họ đánh bại quân Tống trong trận Nhai Môn năm 1279.